# Tilisuna-Schwarzhorn
Das Tilisuna-Schwarzhorn, auch Schwarzhara genannt, ist ein 2460 m ü. A. hoher Berg in der Sulzfluhgruppe, einer Untergruppe des Rätikons in den westlichen Zentralalpen. Er liegt im Montafon, einem Tal im österreichischen Bundesland Vorarlberg. Der Berg hat den Namen Schwarzhorn von seinem dunklen vulkanischen Gestein mit den Mineralen Amphibolit und Serpentin, die den steilen Felsgipfel von der Umgebung aus den hellgrauen Riffkalken des Rätikons abheben. Der Berg hat die Gestalt eines Horns, das nach Norden und Süden ausgeprägte Grate aussendet. Zuerst bestiegen wurde es im Rahmen der österreichischen Landesvermessung im Jahr 1853 von Osten her. Der erste Tourist auf dem Gipfel war 1868 der schottische Alpinist John Sholto Douglass, der spätere Gründer und Vorsitzende der Alpenvereinssektion Vorarlberg mit dem Bergführer Christian Zudrell, die von Süden her über die Schwarze Scharte den Gipfel erreichten.

## Lage
Das Tilisuna-Schwarzhorn liegt gut fünfeinhalb Kilometer Luftlinie südsüdöstlich von Tschagguns im Montafontal und etwa 8 km westlich von St. Gallenkirch. Die Ostflanke des Berges fällt hinab zum Tilisunasee auf 2103 Metern Höhe. Nach Westen flacht das Gelände zunächst in ein Kar namens Bilkentobel und dann hinunter zum Porzalengawald ab. Benachbarte Berge sind im Verlauf des Südgrats, getrennt durch den Wegübergang Schwarze Scharte auf 2336 Metern Höhe die 2443 Meter hohe Verspala. Nördlich, im Verlauf des gut 2 km langen Grates mit dem Namen Walser Alpjoch liegt die Tschaggunser Mittagspitze mit 2168 Metern Höhe und südwestlich, jenseits des Tilisunasees das 2342 Meter hohe Tilisuna-Seehorn.

## Wege und Stützpunkte
Zudrell und Douglass kamen von Tschagguns und stiegen von Süden her auf das Schwarzhorn. Das ist auch der heutige Normalweg. Als Stützpunkt dient die südsüdöstlich gelegene Tilisunahütte auf 2208 Metern Höhe. Der Weg führt von der Hütte aus zunächst zur Schwarzen Scharte und dann nördlich über den Grat zum Gipfel in, laut Literatur, mäßig schwieriger Kletterei im Schwierigkeitsgrad UIAA II zum Gipfel. Die Gehzeit von der Hütte beträgt etwa eine gute Stunde. Auch über den Nordgrat ist das Schwarzhorn im UIAA-Grad II zu besteigen.

## Bilder

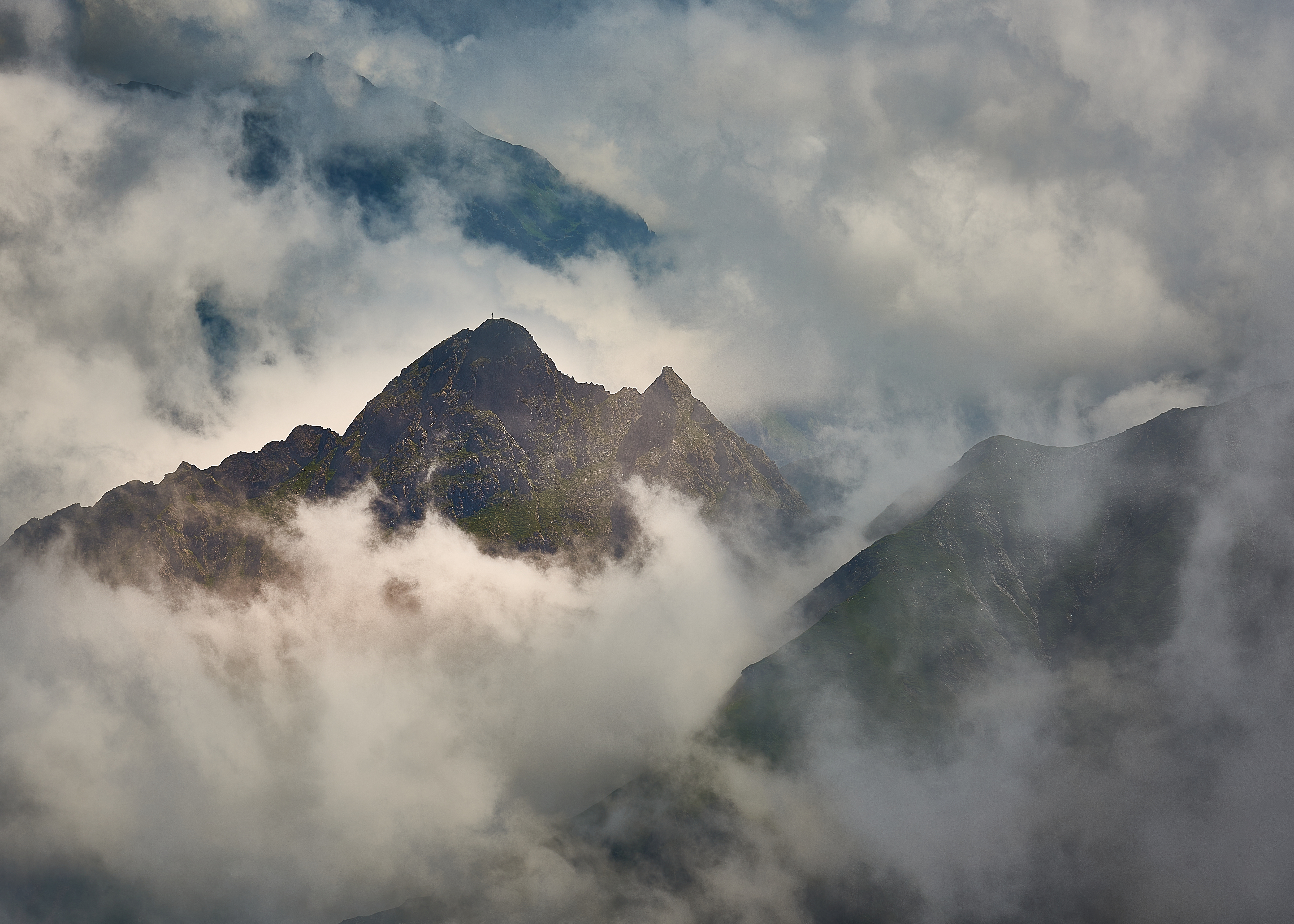
Gesehen aus Süd-West vom Mittleren Drusenturm
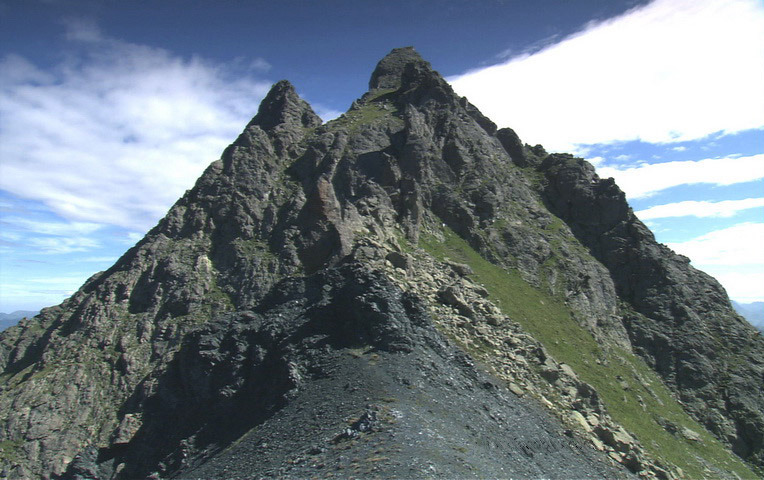
Das markante dunkle vulkanische Gestein mit den Mineralen Amphibolit und Serpentin.